# Need U (100%)
Need U (100%) è un singolo del DJ britannico Duke Dumont, pubblicato nel 2013 e registrato insieme alla cantante britannica A*M*E.

## Tracce
- Download digitale

1. Need U (100%) (Radio Edit) – 2:54
2. Need U (100%) – 3:53
3. Need U (100%) (Waze & Odyssey Remix) – 6:28
4. Need U (100%) (Skreamix) – 6:32

## Classifiche
| Classifica (2013) | Posizione raggiunta |
| ----------------- | ------------------- |
| Regno Unito       | 1                   |